# Indasclera strnadi
Indasclera strnadi es una especie de coleóptero de la familia Oedemeridae.

## Distribución geográfica
Habita en Vietnam.